# The Last Night of Ballyhoo
The Last Night of Ballyhoo est une pièce de théâtre d'Alfred Uhry créée en 1996 lors de l'Olympic Arts Festival à Atlanta.

## Argument
La pièce se déroule en 1939 à Atlanta dans la communauté juive-allemande alors que l'Allemagne nazie vient conquérir la Pologne.

## Distinctions
- Tony Awards 1997[1]
  - Tony Award de la meilleure pièce